# استئصال السليلة

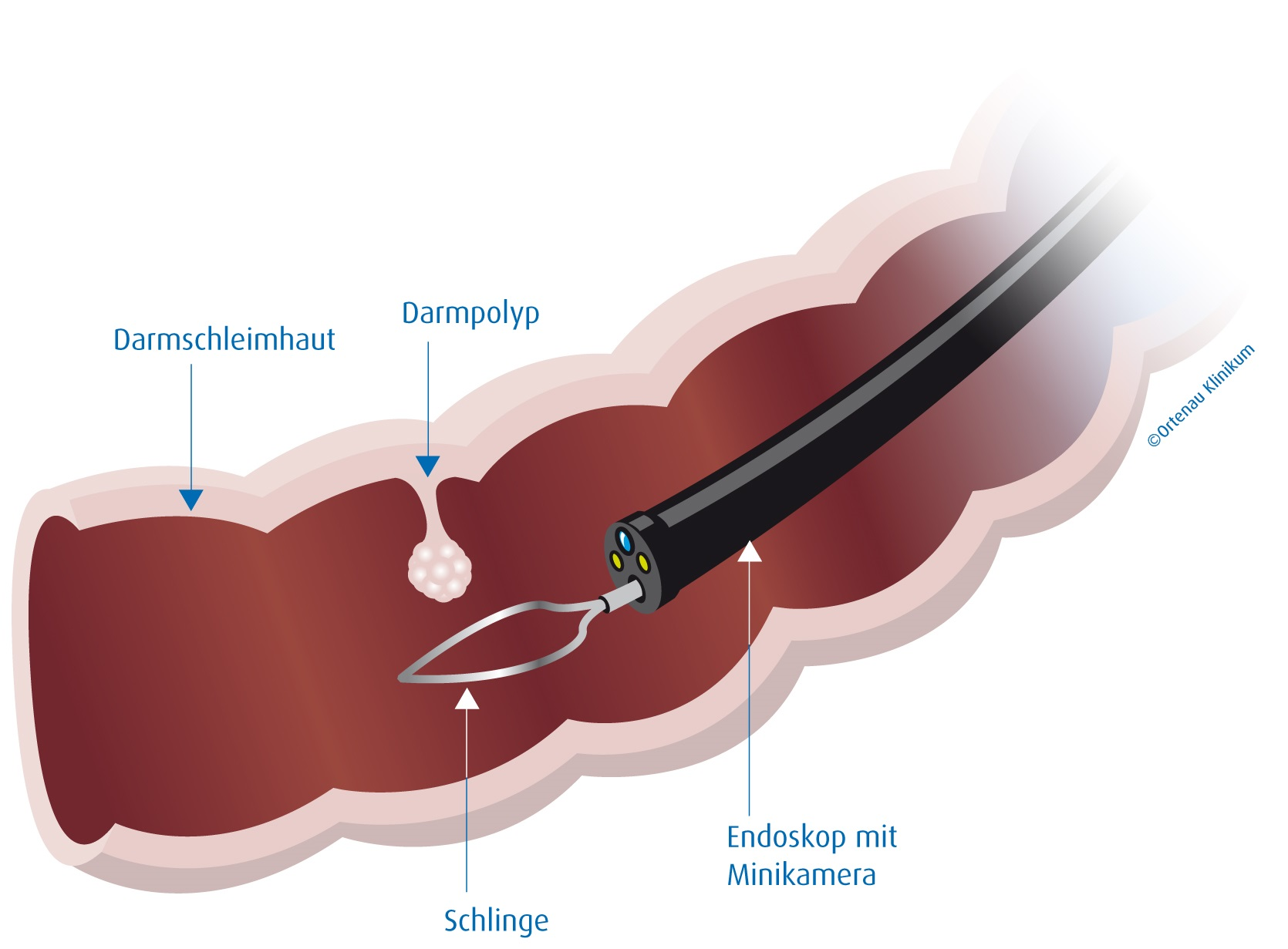

استئصال السليلة (بالإنجليزية: Polypectomy)‏ هو مصطلح طبي يستعمل للإشارة إلى إزالة السليلة بعملية جراحية أو بغيرها. يمكن إزالة السليلة بعملية سريعة إذا كانت خارجية على الجلد.